# Boys Beware
Boys Beware est un court métrage américain réalisé en 1959 par Sid Davis et sorti en 1961. Il est dans le domaine public.

## Contexte
Boys Beware s'inscrit dans une longue série de films documentaires socio-éducatifs américains abordant la sexualité et l'adolescence, et comprenant des scènes de fiction reconstituant la vie quotidienne. Citons par exemple Social-Sex Attitudes in Adolescence (Crawley Films, 1953). Ce genre de productions débute au tournant des années 1920 et peut-être assimilé à de la propagande.
C'est l'un des premiers films « éducatifs » évoquant de façon directe l'homosexualité mais montrant l'homosexuel comme un « monstre » tentant de séduire des jeunes gens. Tourné en 1959, il sort sur les écrans des salles et est programmé à la télévision au début de l'ère ère Kennedy et témoigne d'un discours réactionnaire et dramatisant, assimilant homosexualité et maladie mentale. Il existe une version colorisée de ce film. Ce film possède son pendant féminin, Girls Beware, tourné la même année et diffusé en 1961.
En 1965, recommandé par le procureur général de Floride, il commence à être diffusé dans les écoles.
Un remake en couleurs a été tourné par le même Sid Davis en 1973 : le contenu et la morale sont peu ou prou similaires, toutefois, les héros, Jimmy et Bobby, semblent avoir moins de quinze ans.
Une troisième version a été tournée en 1979, intitulée Boys Beware Beware, produit par Davis Communications Media.
Un enseignant du Missouri de 70 ans a été suspendu en 2015 après avoir montré à ses élèves le film de 1959, considéré aujourd'hui comme homophobe.
Depuis une vingtaine d'années, il existe de nombreuses parodies de ce film, régulièrement cité comme un exemple à ne pas suivre en matière de communication en matière de sexualité(s) et des jeunes.

## Synopsis
Le film, tourné en noir et blanc, se veut être une mise en garde des jeunes adolescents vis-à-vis des « prédateurs » sexuels.

## Fiche technique
- Réalisation : Sid Davis
- Lieu de tournage : Inglewood, Californie
- Production : Inglewood Police Department et Inglewood Unified School District
- Budget : 1 000 $
- Type : Noir & blanc (version originale)
- Durée : 10 minutes
- Dates de sortie :
  - 1961 (version originale et version colorisée)
  - 1973 (remake)
  - 1979 (remake)